# Striarca pisolina
Striarca pisolina is een tweekleppigensoort uit de familie van de Noetiidae. De wetenschappelijke naam van de soort is voor het eerst geldig gepubliceerd in 1819 door Lamarck.